# Red Dog Mine (Alaska)
Red Dog Mine es un lugar designado por el censo ubicado en el borough de Northwest Arctic en el estado estadounidense de Alaska. En el Censo de 2010 tenía una población de 309 habitantes y una densidad poblacional de 1,73 personas por km².

## Geografía
Red Dog Mine se encuentra en las coordenadas 68°3′52″N 162°52′1″O / 68.06444, -162.86694. Según la Oficina del Censo de los Estados Unidos, Red Dog Mine tiene una superficie total de 178.34 km², de la cual 178.34 km² corresponden a tierra firme y (0%) 0 km² es agua.

### Clima
| Parámetros climáticos promedio de Red Dog Mine (1991-2020) | Parámetros climáticos promedio de Red Dog Mine (1991-2020) | Parámetros climáticos promedio de Red Dog Mine (1991-2020) | Parámetros climáticos promedio de Red Dog Mine (1991-2020) | Parámetros climáticos promedio de Red Dog Mine (1991-2020) | Parámetros climáticos promedio de Red Dog Mine (1991-2020) | Parámetros climáticos promedio de Red Dog Mine (1991-2020) | Parámetros climáticos promedio de Red Dog Mine (1991-2020) | Parámetros climáticos promedio de Red Dog Mine (1991-2020) | Parámetros climáticos promedio de Red Dog Mine (1991-2020) | Parámetros climáticos promedio de Red Dog Mine (1991-2020) | Parámetros climáticos promedio de Red Dog Mine (1991-2020) | Parámetros climáticos promedio de Red Dog Mine (1991-2020) | Parámetros climáticos promedio de Red Dog Mine (1991-2020) |
| Mes                                                        | Ene.                                                       | Feb.                                                       | Mar.                                                       | Abr.                                                       | May.                                                       | Jun.                                                       | Jul.                                                       | Ago.                                                       | Sep.                                                       | Oct.                                                       | Nov.                                                       | Dic.                                                       | Anual                                                      |
| ---------------------------------------------------------- | ---------------------------------------------------------- | ---------------------------------------------------------- | ---------------------------------------------------------- | ---------------------------------------------------------- | ---------------------------------------------------------- | ---------------------------------------------------------- | ---------------------------------------------------------- | ---------------------------------------------------------- | ---------------------------------------------------------- | ---------------------------------------------------------- | ---------------------------------------------------------- | ---------------------------------------------------------- | ---------------------------------------------------------- |
| Temp. máx. abs. (°C)                                       | 8.3                                                        | 3.3                                                        | 2.8                                                        | 11.1                                                       | 26.7                                                       | 30.6                                                       | 29.4                                                       | 28.9                                                       | 18.3                                                       | 15.6                                                       | 5                                                          | 3.9                                                        | 30.6                                                       |
| Temp. máx. media (°C)                                      | -11.3                                                      | -10.6                                                      | -10.4                                                      | -3.1                                                       | 7.1                                                        | 16.1                                                       | 16.3                                                       | 13.2                                                       | 7.6                                                        | -0.3                                                       | -7.6                                                       | -11.3                                                      | 0.5                                                        |
| Temp. media (°C)                                           | -14.7                                                      | -14.3                                                      | -14.1                                                      | -6.8                                                       | 2.8                                                        | 10.6                                                       | 11.7                                                       | 9.2                                                        | 3.9                                                        | -3                                                         | -10.5                                                      | -14.7                                                      | -3.5                                                       |
| Temp. mín. media (°C)                                      | -18.1                                                      | -18.1                                                      | -17.8                                                      | -10.4                                                      | -1.4                                                       | 4.9                                                        | 7.1                                                        | 5.1                                                        | 0.3                                                        | -5.7                                                       | -13.4                                                      | -18.1                                                      | -7.3                                                       |
| Temp. mín. abs. (°C)                                       | -40.6                                                      | -41.7                                                      | -33.3                                                      | -31.1                                                      | -18.3                                                      | -5                                                         | -2.2                                                       | -6.1                                                       | -10.6                                                      | -17.2                                                      | -28.3                                                      | -33.3                                                      | -41.7                                                      |
| Precipitación total (mm)                                   | 44.7                                                       | 15.2                                                       | 36.1                                                       | 7.9                                                        | 39.1                                                       | 44.7                                                       | 101.3                                                      | 120.4                                                      | 60.5                                                       | 40.9                                                       | 21.1                                                       | 23.1                                                       | 555                                                        |
| Días de precipitaciones (≥ 0.01 in)                        | 10.8                                                       | 10.2                                                       | 18.0                                                       | 5.4                                                        | 11.1                                                       | 9.2                                                        | 14.9                                                       | 14.5                                                       | 12.5                                                       | 11.1                                                       | 9.3                                                        | 9.5                                                        | 136.5                                                      |
| Fuente: NOWData - NOAA Online Weather Data                 |                                                            |                                                            |                                                            |                                                            |                                                            |                                                            |                                                            |                                                            |                                                            |                                                            |                                                            |                                                            |                                                            |

## Demografía
Según el censo de 2010, había 309 personas residiendo en Red Dog Mine. La densidad de población era de 1,73 hab./km². De los 309 habitantes, Red Dog Mine estaba compuesto por el 41.42% blancos, el 0% eran afroamericanos, el 50.81% eran amerindios, el 0.32% eran asiáticos, el 0% eran isleños del Pacífico, el 1.62% eran de otras razas y el 5.83% pertenecían a dos o más razas. Del total de la población el 2.59% eran hispanos o latinos de cualquier raza.